# 白石町立福富小学校
白石町立福富小学校（しろいしちょうりつ ふくどみしょうがっこう）は佐賀県杵島郡白石町大字福富にある公立小学校。

## 概要
歴史
1875年（明治8年）「力遂小学校」として創立。数回の改組・改称を経て、現校名になったのは2005年（平成17年）。2025年（令和7年）には創立150周年を迎える。
校訓
「あなたには伸びる力がある 今日の努力がそれを創り育てる さあがんばろう 」
校章
校名の頭文字である「福」を図案化したデザインとなっている。上が「礻」、下が「畐」となっている。
校歌
作詞は中島哀浪、作曲は江口芳雄による。歌詞は3番まであり、歌詞中に校名は登場しない。
　作曲
杵島郡白石町のうち、「福富、福富下分、八平」。中学校区は白石町立白石中学校。

## 沿革
- 1875年（明治8年） -　大弘寺を校舎とし、「力遂小学校」が創立。
- 1876年（明治9年）- 福吉村と組合で、校舎を上区に新築の上、「福富小学校」に改称。
- 1886年（明治19年） - 小学校令施行により、尋常科（4年制）を設置の上、「尋常福富小学校」に改称。尋常錦浦小学校に十二ヶ村組合立高等東郷小学校が併設される。
- 1889年（明治22年）4月1日 - 町村制施行により、杵島郡2村（福富村、福富下分村）が合併し、北有明村が発足。
- 1892年（明治25年）- 福吉村との組合を解消。「福富尋常小学校」に改称。
- 1893年（明治26年）- 十二ヶ村組合立福富高等小学校（2年制）が併設される。
- 1907年（明治30年）4月 - 高等小学校運営の組合が解散したため、高等科（4年制）を併置の上、「福富尋常高等小学校」に改称。
- 1909年（昭和32年）7月1日 - 新校舎が完成。
- 1908年（明治41年）4月 - 改正小学校令により、尋常科（義務教育）が6年制、高等科が2～3年制に変更となる。
- 1903年（明治36年）- 実業補習学校が併置される。
- 1928年（昭和3年）- 併置の農業補習学校が公民学校となる。
- 1935年（昭和10年）- 青年学校令施行により、公民学校が青年学校となる。
- 1941年（昭和16年）4月1日 - 国民学校令施行により、「福富村国民学校」に改称。尋常科を初等科に改める。
- 1947年（昭和22年）4月1日 - 学制改革が行われる。
  - 福富村国民学校の初等科は、新制小学校「福富村立福富小学校」に改組・改称。
  - 福富村国民学校の高等科は青年学校の普通科とともに、新制中学校「福富村立福富中学校」に改組される。小学校に併置される。
- 1967年（昭和42年）4月1日 - 町制施行により、「福富町立福富小学校」に改称。
- 1999年（平成11年）8月	- 総合遊具を増設。
- 2005年（平成17年）1月1日 - 3町（白石・有明・福富）合併により、「白石町立福富小学校」（現校名）に改称。
- 2007年（平成19年）
  - 4月 - 放課後児童クラブ施設を開設。
  - 9月 - まなびの通級教室を設置。
- 2009年（平成21年）4月 - 特別支援学級を新設。
- 2010年（平成22年）4月 - 通級指導教室を増設。
- 2011年（平成23年）8月 - 耐震工事を完了。
- 2024年（令和6年）4月 - 白石町立福富中学校の閉校により、中学校区が白石町立白石中学校区となる。

## 交通
最寄りの鉄道駅
- JR九州 長崎本線 「肥前白石駅」

最寄りの幹線道路
- 国道444号 （有明海沿岸道路）福富IC「だるま坂」交差点

## 周辺
- 下区公民館
- 福富社会体育館
- 白石町福富公民館
- 白石警察署 福富警察官駐在所
- 福富郵便局
- JAさが 福富支所
- 道の駅しろいし
- 旧・白石町立福富中学校（2024年（令和6年）4月に白石町立白石中学校に統合された。）

## 参考資料
- 「福富村郷土誌」（1932年（昭和7年）, 福富村）p.210～p.231
- 「白石町立小学校再編計画 (PDF) 」（2023年（令和5年）6月） - 白石町ウェブサイト

## 関連事項
- 佐賀県小学校一覧